# La Nef (entreprise)
Cet article concerne la société financière. Pour la revue mensuelle, voir La Nef (revue). Pour les autres sens, voir La Nef.
La Nef est une coopérative de finance solidaire. Elle finance uniquement des projets écologiques, sociaux et culturels. 
Agréée et contrôlée depuis 1988 par la commission bancaire puis l'Autorité de contrôle prudentiel et de résolution (organes de la Banque de France) pour collecter de l’épargne et proposer des crédits, elle poursuit, depuis 2014, l'objectif de devenir une banque de plein exercice, à la manière des banques éthiques européennes anthroposophes dont elle s'est inspirée comme Triodos Bank et GLS Bank, ou d'autres banques éthiques comme Banca Popolare Etica.

## Historique

### L'association La NEF

#### Fondation anthroposophe de l'association
L'Association pour la recherche et la mise en œuvre de formes nouvelles d'entraide économique et financière, est créée en 1978. Elle est fondée par Jean-Pierre Bideau, alors enseignant dans une école Steiner-Waldorf et président de la Fédération des écoles Steiner-Waldorf, et Henri Nouyrit, alors parent d'élève d'une école Steiner-Waldorf et agriculteur-éleveur en biodynamie,.
Les fondateurs s'inspirent d'autres banques éthiques européennes déjà existantes, GLS Bank, fondée en 1974 en Allemagne,, ainsi que de Triodos Bank fondée en 1980 aux Pays-Bas. Ces deux banques sont toutes deux impliquées dans le mouvement anthroposophique fondé par Rudolf Steiner. Les fondateurs de La NEF vont s'inspirer comme elles de la pensée économique et sociale de Rudolf Steiner,.
Leur premier objectif est de pouvoir proposer des prêts aux écoles Steiner-Waldorf qui souhaitent se créer ou se développer. L'association finance dès ses débuts d'autres projets liés à l'anthroposophie, notamment pour le développement de la biodynamie, mode d'agriculture inventé par Rudolf Steiner :
« Le premier projet financé est un agriculteur en biodynamie qui avait besoin de matériel pour sa production. Les financements suivants seront des projets qui ne trouvaient pas de réponse de financement dans le circuit bancaire classique, car leur objet était trop alternatif (...). On trouve par exemple des producteurs en agriculture biologique ou biodynamique, des écoles alternatives (Steiner, Waldorf, Montessori), des projets collectifs de type Ardelaine coopérative visant à restaurer en Ardèche une filière de la laine et permettant le développement local de la vallée), ou encore des communautés de vie issues du mouvement de retour à la terre. »
En 1983, selon l'association, l’épargne rassemblée atteint 3 millions de francs, puis 5,5 millions en 1984.
Les premières années, l'association comporte quelques dizaines puis quelques centaines de membres et fonctionne avec des bénévoles. Les projets sont choisis par les militants réunis en petits comités, et il existe une proximité géographique entre les épargnants et les porteurs de projets : ils se connaissent et se rencontrent. À partir de 1984, une loi réglemente la collecte d’épargne et ne permet plus cette activité aux associations, ce qui oblige La Nef à évoluer.

#### Évolution de la législation bancaire
Le 24 janvier 1984, la loi relative à l'activité et au contrôle des établissements de crédit contraint l’association à poursuivre ses activités de prêt sous une autre forme juridique.

« Il est interdit à toute personne autre qu’un établissement de crédit d’effectuer des opérations de banque à titre habituel »

— Article 10 de la loi du 24 janvier 1984 relative à l’activité et au contrôle des établissements de crédit.
L'association s'intéresse au statut de société financière, qui demande un capital constitutif deux fois plus faible que celui de banque. De 1984 à 1988, les membres cherchent à réunir les 7,5 millions de francs (1 143 367 €) de capital nécessaire. Pour répondre à la législation relative à l'appel public à l'épargne, La NEF obtient un visa de la commission des opérations de bourse pour collecter ce capital sur une période ne pouvant excéder les dix-huit mois.
Le 13 février 1984, l'association ajoute à sa dénomination « La NEF (Nouvelle Économie Fraternelle) »,.
Fin 1986, l'association LA NEF participe à la fondation de la société financière La Nef. L'association poursuit alors des activités de don, notamment pour des projets culturels ou dans l'agriculture biologique.

#### Dissolution
L'association est dissoute en décembre 2021.

### La société financière La Nef
La création de société financière de la Nef fait suite à la loi relative à l'activité et au contrôle des établissements de crédit du 24 janvier 1984 qui contraint l’association la NEF, crée en 1978, à poursuivre ses activités de prêt sous une autre forme juridique. Le 30 décembre 1986, à l’initiative de 650 coopérateurs, la société financière La Nef est créée sous forme de société anonyme coopérative de loi 1947. Elle est présidée par Henri Nouyrit. Le premier siège social est installé à Bourbon-l'Archambault en Auvergne.

#### Institutionnalisation auprès du Crédit coopératif (1988-2005)
À sa création, La Nef collecte des fonds grâce au soutien des banques anthroposophes telles que GLS Bank, et elle trouve un réel soutien de la part des dirigeants du Crédit coopératif qui devient l’organe de tutelle de la société financière en assurant sa liquidité et sa solvabilité.
En 1989, la Nef évolue au statut d'établissement financier, pour répondre aux contraintes de gestion et de ratios prudentiels.
À partir de 1992, en plus de la gestion directe et autonome de l’épargne collectée sur des comptes de dépôt à terme, son partenariat avec le Crédit coopératif permet à La Nef de disposer, pour partie, des fonds placés sur des comptes d’épargne. En 1997, ce partenariat permet de proposer des comptes chèques Nef hébergés par le Crédit coopératif.
En 2003, La Nef obtient l'agrément « Entreprise solidaire ». Elle est membre fondateur de Finansol et de la Fédération européenne des banques éthiques et alternatives.

#### Projet de création d'une banque (2005-2024)
À partir de 2005, La Nef souhaite s'émanciper de la tutelle du Crédit Coopératif, entre-temps rattaché au groupe Banque Populaire Caisse d'Épargne, et rompre avec son statut d’établissement financier pour devenir une banque. La Nef impulse un projet de création d'une banque éthique européenne avec d'autres partenaires italiens Banca Popolare Etica et espagnols Fiare Banca Ética. Ces différents partenaires adoptent en mai 2008 un « manifeste pour une banque éthique européenne » qui se donne pour objectif de :
« promouvoir un nouveau mode de relations économiques (en particulier financières) au sein de la société, en donnant une place prépondérante à l’éthique, à l’exercice de la responsabilité et à l’intérêt pour l’autre.  »
Après le retrait du partenaire italien pour se concentrer sur le pilotage de ses activités mises en difficulté par l'évolution des dispositifs réglementaires (réglementation de la Banque centrale européenne, réforme Bâle III) économiques (crise mondiale avec un risque accru sur les engagements) ; ce premier projet est abandonné en 2010,.
Lors de son assemblée générale de mai 2011, la coopérative met au vote le projet de créer la Banque éthique européenne sur une base élargie des partenaires belges (Crédal, Hefboom) et allemands (Oekogeno) en sus des partenaires italiens et espagnols initiaux.
Un nouveau projet, uniquement à l'échelle de la France, est de transformer La Nef en banque éthique. L’assemblée générale des sociétaires de La Nef, réunie le 24 mai 2014 à Nantes, valide ce projet en modifiant en ce sens les statuts de la société, la rendant ainsi conforme à la nouvelle réglementation bancaire européenne : La Nef devient alors un établissement de crédit spécialisé,.
En 2013, la société installe son siège à Vaulx-en-Velin, en Auvergne-Rhône-Alpes, dans un bâtiment à énergie positive,. Elle dénombre alors 42 000 sociétaires et un bilan annuel d’un milliard d’euros.

#### Agrément d’ouverture de comptes d’épargne
En avril 2015, l'Autorité de contrôle prudentiel et de résolution (ARCP) accorde une extension d'agrément bancaire à La Nef, à la suite de la suppression par l'Europe du statut de société financière sous lequel elle avait été créée. C'est cet agrément qui lui permet de proposer à ses clients l’ouverture de livrets d’épargne et, pour ses clients professionnels, des comptes courants. La banque élargit donc progressivement ses activités à partir d'avril 2016.
La possibilité pour les particuliers d'ouvrir des comptes courants et d'utiliser des moyens de paiement est d'abord annoncée pour 2017, puis reportée en 2018, puis encore en 2019.
Fin 2015, son produit net bancaire de 8,5 millions d’euros est 50 fois moins élevé que celui du Crédit coopératif et représente 0,02 % de celui de BNP Paribas.
Le 17 mars 2016, la coopérative officialise un partenariat avec le Fonds européen d'investissement (FEI) pour accélérer sa production de crédits et garantir l’ensemble des prêts alloués à hauteur de 50 millions d’euros,.
Afin d'obtenir un poids suffisant pour ouvrir une offre de comptes courants, La Nef lance une campagne de souscription sous le slogan « Alors, c'est quand la Banque éthique ? » le 22 octobre 2018. L'objectif est de réunir 10 000 souscriptions avant le 15 décembre 2018. Cet appel réussit à atteindre son objectif de souscription.
La Nef atteint un milliard d'euros d'encours en 2021. Le FEI accorde 100 millions d'euros à la Nef, dans le cadre du fonds de garantie européen, destiné à aider les entreprises à faire face à la pandémie de Covid-19. Cette garantie permet à la Nef de prêter jusqu'à 1 million d'euros à des entreprises à impact agissant dans les secteurs de la transition écologique et de l'économie sociale.
En octobre 2022, la coopérative bancaire lance une nouvelle campagne de souscription à son capital pour appuyer sa nouvelle d'agrément bancaire déposé en juin auprès de l'Autorité de contrôle prudentiel et de résolution et s'affranchir de son adossement au Crédit coopératif,.

### Agrément bancaire 2024
Le 10 septembre 2024, l'Autorité de contrôle prudentiel et de résolution (ACPR) et la Banque centrale européenne (BCE) autorisent la résiliation de la convention d’association entre La Nef et le Crédit coopératif qui tenait le rôle d'organe central,. Cette autorisation permet à la Nef de prendre son indépendance de la tutelle du Crédit coopératif. L’agrément permet aussi à la Nef de proposer des comptes courants aux particuliers,.
L'autorisation obtenue par la Nef résulte notamment de la réussite d'une levée de fonds de 25 millions d'euros par la Nef pour augmenter ses fonds propres. Cette levée de fonds auprès des particuliers, nommée « Big Banque », débute le 5 octobre 2022, et visait 30 millions sur trois ans, mais les 25 millions obtenus en deux ans suffisaient pour obtenir l'agrément des autorités financières,.

### Autres projets
En 2014, La Nef développe des activités de finance participative sur internet Prêt de chez moi qui permet à des entreprises d’emprunter auprès de particuliers,. L'épargnant choisit le projet qu'il veut financer, son épargne est bloquée pendant une période de 27 ou 62 mois et elle n'est pas garantie : même si La Nef présente sur le site internet des projets qu'elle sélectionne, un risque de défaillance de l'emprunteur n'est pas exclu. La plateforme ferme ses portes en 2018.
En 2016, La Nef ouvre le site web Zeste.coop qui permet le financement de projets en sollicitant des dons. D’un point de vue juridique, c’est la filiale Nef Gestion, société intermédiaire en financement participatif, qui héberge l'activité.

## Données chiffrées
Données annuelles au 31 décembre :
| Année | Sociétaires | Prêts débloqués | Montant débloqué (millions €) |
| ----- | ----------- | --------------- | ----------------------------- |
| 2004  | 11 315      | 162             | 7,95                          |
| 2005  | 13 873      | 178             | 9,1                           |
| 2006  | 16 259      | 264             | 13,9                          |
| 2007  | 18 949      | 315             | 19.7                          |
| 2008  | 21 467      | 282             | 22                            |
| 2009  | 24 469      | 270             | 21,3                          |
| 2010  | 27 135      | 236             | 16.5                          |
| 2011  | 30 170      | 239             | 20,2                          |
| 2012  | 32 574      | 242             | 36,2                          |
| 2013  | 33 466      | 222             | 23,5                          |
| 2014  | 35 900      | 239             | 21,5                          |
| 2015  | 37 131      | 265             | 26                            |
| 2016  | 37 979,     | 351             | 33,4                          |
| 2017  | 38 427      | 353             | 46,5                          |
| 2018  | 38 993      | 416             | 58                            |
| 2019  | 39 784      | 445             | 74                            |
| 2020  | 40 661      | 459             | 114                           |
| 2021  | 41 732      | 585             | 206                           |

## Valeurs

### Transparence
La Nef exerce à contre-courant de la financiarisation de l’économie : l’organisation préserve un modèle d’intermédiation simple entre la collecte d’épargne et le choix de réemploi des fonds dans des projets écologiques, sociaux ou culturels,, alors que généralement les banques ne divulguent pas à leurs déposants quel usage est fait de leurs fonds.
Chaque année, la liste intégrale et détaillée des prêts débloqués (montant, durée, coordonnées de l'emprunteur, évaluation environnementale et sociale, présentation du projet et de la motivation à le soutenir) est publiée. Les épargnants qui choisissent de placer leur argent sur des comptes de La Nef peuvent constater concrètement quels projets sont financés avec leur argent. L'entreprise coopérative exclut les activités spéculatives sur les marchés financiers et précise financer uniquement l'économie réelle,.
En 2011, la répartition des 1 500 prêts octroyés est la suivante : 74 % pour des projets écologiques, 16 % pour des projets sociaux (dans l’insertion, le commerce équitable ou le développement local) et 10 % des projets culturels. Ces prêts ont des taux identiques à ceux du marché. En 2018, deux tiers des prêts sont octroyés à des projets environnementaux : La Nef prête dans les secteurs de l'agriculture biologique, des énergies renouvelables, du circuit court, etc.

### Écologie

#### Projets financés
La Nef a, dès ses débuts, soutenu des projets écologiques, notamment d'agriculture biodynamique, inspirée de Rudolf Steiner. Les valeurs défendues par La Nef ont attiré des écologistes parmi les nouveaux sociétaires, orientant ainsi les choix de prêts plus largement vers tous les projets écologiques : agriculture biologique, magasins bios, développement des énergies renouvelables, éco-construction… La Nef soutient notamment les projets de Biocoop, Enercoop, Terre de Liens, Veja ou Ethiquable,.

#### Empreinte carbone
L'impact climatique des projets financés par la coopérative est salué, depuis plusieurs années, par plusieurs organisations écologistes comme Sauvons les riches, Les Amis de la Terre - France et l'Oxfam France, ou Reclaim Finance,.
En janvier 2022, Carbone4Finance évalue l'impact de l'empreinte carbone à 121 tonnes équivalent CO2 émis par million d’euros investi, soit l'impact la plus faible de tous les établissements financiers français. L'impact de l'argent placé à la Nef émet donc 3 fois moins que la banque française la moins émettrice, et 5 fois moins que la banque la plus émettrice, d’après le rapport Banques et climat de Oxfam France basé sur la méthodologie Carbone 4,.

### Coopérative
La Nef affiche un fonctionnement coopératif et en particulier une participation des sociétaires selon le principe « une personne = une voix ». La mobilisation des sociétaires permet effectivement que leur voix soit prépondérante, avec moins de la moitié des votants qui se contentent de donner pouvoir au président : par exemple, lors de l'assemblée générale de 2010, sur 4 947 votants, il y avait 279 sociétaires présents ou représentés, 2 733 votes par correspondance et 1 935 pouvoirs au président[source insuffisante].

## Filiales et participations
Liste des filiales et participations de la Nef au 31 décembre 2020 :

### Filiales
- Nef Capital Patient : 99,8 %
- Nef Gestion : 100 %
- Nef Investissement : 99,5 %
- SCI Côté Marguerite : 99,5 %
- Bâti Cités commanditée SAS

### Participations
- Cocagne Investissement : 45 %
- Terre de Liens Gestion : 45 %
- Énergie Partagée commanditée : 33 %
- TAMA : 32 %
- Coopérative Cocagne : 20 %
- SCI Lyon : 15 %
- SEFEA : 13 %

## Communication

### Identités visuelles

Logo de 1988 à 2021
Logo depuis 2021

### Slogans
- « Pour que l’argent relie les hommes »[3],[60]
- « Pour la Banque éthique »

### Partenariats
La Nef est membre fondateur de la Fédération européenne des banques éthiques et alternatives (FEBEA) et membre depuis 1995 de FAIR[réf. nécessaire].
La Nef participe au collectif des « Licoornes », composé de 9 entreprises coopératives qui développent des services solidaires et des produits du quotidien dans le sens de la transition citoyenne et écologique : le fournisseur d’électricité renouvelable Enercoop, la coopérative de covoiturage Mobicoop, le réseau coopératif d’opérateurs d’autopartage Citiz, la société coopérative de transport ferroviaire Railcoop, l’opérateur de télécommunications Telecoop, ainsi que le Label Emmaüs, Commown, et Coopcircuits,,.

## Direction

### Présidence du directoire
- Jacky Blanc[5],[49]
- Jean-Marc de Boni[17]
- Bernard Horenbeek[50]

## Liens avec le mouvement anthroposophique
En 1999, le rapport de l'Assemblée nationale sur la situation financière, patrimoniale et fiscale des sectes, ainsi que sur leurs activités économiques et leurs relations avec les milieux économiques et financiers établit un lien entre La Nef et l'anthroposophie. Le rapport indique que « certaines sectes ont mis en place des structures spécifiques afin d’assurer le financement de leur organisation », indiquant que « trois exemples ont été portés à la connaissance de la Commission », dont le « réseau de l’anthroposophie » : celui-ci apparaît dans la section sur les « grandes sectes » et il disposerait d'une « grosse fortune », il est classé parmi les « mouvements sectaires importants » qui remplit certains critères du rapport de 1995 sur les mouvements sectaires. L'anthroposophie aurait comme structures de financement l'association La NEF (Nouvelle économie fraternelle) et la société de financement La Nef. Selon le rapport, les sectes utilisent une technique de « la fraternisation financière » qui « consiste à convaincre les adeptes de placer leur argent dans un organisme spécialisé dans l’octroi des prêts à des projets ou pour des secours qui ne trouveraient pas leur financement dans le circuit bancaire normal », et le rapport prend comme exemple la Nef pour indiquer que dans l'univers sectaire, cette technique « s’intègre dans un discours qui se veut chaleureux et englobant ».
En 2001, La Croix, commentant les suites du rapport de 1999, estime que La Nef est victime d'une rumeur et qu'elle apprend à ses dépens que l'idée de « fraternité » est « sulfureuse ». La Croix indique que La Nef est issue du « courant solidaire » inspiré par Rudolf Steiner et qu'elle a le label Finansol qui « n'est attribué qu'après connaissance approfondie de l'origine et de l'éthique et solidaire des ressources », et qu'elle est surveillée par la caisse centrale du Crédit coopératif et de la commission bancaire (Banque de France) : en dix ans, ils « n'ont formulé aucune observation ni réserve sur la collecte, ni sur l'objet, ni sur les bénéficiaires des crédits (près de 1 000) ». La Croix affirme également au sujet de La Nef que « de très nombreuses et très honorables institutions de l'économie solidaire et sociale en sont actionnaires ».
Dans son rapport d'activité de 2016-2017, la Mission interministérielle de vigilance et de lutte contre les dérives sectaires identifie La Nef comme une banque faisant partie du « système de financement » du mouvement anthroposophique et rappelle qu'elle est « dérivée de la banque communautaire allemande GLS », officiellement anthroposophique,. Ce même rapport indique que « l’inspiration anthroposophique est discrète, la NEF mettant en avant la transparence de sa gestion et sa démarche éthique de financement de projets écologiques et d’économie sociale et solidaire ». Le rapport 2018-2020 cite à nouveau La Nef comme une déclinaison du mouvement.
En juillet 2018, un ancien directeur de Triodos Bank estime que La Nef est une banque anthroposophique plus orthodoxe que Triodos. Deux journaux indiquent que Triodos est « officiellement anthroposophique », tout comme GLS Bank, mais que La Nef souvent citée comme anthroposophe a déclaré avoir été fondée par des personnes « inspirées par la pensée économique et sociale de Rudolf Steiner », et que les partenaires ayant ensuite rejoint La Nef « ne faisaient aucunement partie du milieu de l’anthroposophie » et sont devenues majoritaires,.
En 2021, la Miviludes indique dans son rapport d'activité que le « groupe » anthroposophique exerce « une influence prépondérante sur certains établissement bancaires « éthiques » au pouvoir financier extrêmement important comme Triodos, GLS ou, en France, la Nouvelle économie fraternelle (Nef) ».
En 2022, à Lyon, le groupe d'opposition centriste « Pour Lyon » met en cause que La Nef puisse être un partenaire financier de la ville. Une enquête menée par le magazine local Lyon Capitale soutient que La Nef peut être vue comme sous « influence du mouvement sectaire » anthroposophique : le journal dénombre trois personnes qu'il décrit comme étant des « anthroposophes » au conseil de surveillance de la banque, dont Jean-Pierre Caron qui en est le vice-président. Jean-Pierre Caron est également le président du comité des nominations et des rémunérations. Le journal signale que La Nef a financé sept écoles Steiner entre 2014 et 2021, ainsi que la Communauté des Chrétiens d'Alès dans le Gard, mouvement religieux créé par le fondateur de l'anthroposophie Rudolph Steiner en 1922.
La majorité Lyonnaise répond que l'emprunt de 3 millions d’euros contracté en 2021, sur un total de 400 millions d’emprunts municipaux auprès de la NEF dispose de « tous les agréments nécessaires » et que la précédente mandature, portée par Gérard Collomb, avait elle-même emprunté à deux reprises en 2012 et 2014 à l'établissement.
Dans le contexte de la demande d'agrément à l'Autorité de contrôle prudentiel et de résolution et de critiques dans plusieurs municipalités, un conseil de surveillance de La Nef se réunit le 25 janvier 2023 et définit un plan d'action spécifique pour « risque de réputation lié à l’anthroposophie » avec pour étapes « la défense, qui consiste à désarmer [ses] adversaires », « l’attaque » par des poursuites judiciaires en ciblant en particulier la presse, la Miviludes et les lanceurs d'alertes, et « l’affirmation identitaire », en affirmant son « indépendance politique, idéologique et spirituelle ». Ce conseil de surveillance explique aussi que les financements des écoles Steiner-Waldorf ont cessé en 2019 et sont prévus tant que celles-ci sont mises en cause par la Miviludes. Il indique aussi ne plus permettre à sa clientèle de verser ses intérêts à deux fonds fortement liés à l'anthroposophie, les fonds Germes et Biodynamie recherche. Lors de cette même séance, le vice-président du conseil de surveillance Matthieu Brunet, président du directoire de l'entreprise Arcadie qui promeut la biodynamie, démissionne de manière anticipée de son mandat qui court jusqu'à mai 2026. Moins de 2 mois après, le conseil de surveillance reçoit la démission de Patrick Sirdey, ancien président du groupe Weleda, entreprise suisse fondée par le créateur du mouvement anthroposophique Rudolf Steiner, et administrateur en 2021 du fonds de dotation Lamaro qui soutient la médecine anthroposophique. Le conseil de surveillance comprend alors encore Jean-Pierre Caron, qui a autopublié un livre sur la spiritualité anthroposophe. Le principal contradicteur au mouvement anthroposophe en France, Grégoire Perra, affirme d'ailleurs que ces départs ne sont qu'un écran de fumée destiné à invisibiliser les liens de La Nef avec le mouvement. Une ancienne salariée explique que La Nef lui avait fait la promotion de l'anthroposophie lors de son recrutement dans les années 2010,.